# منصور شراحیلی
منصور شراحیلی (انگلیسی: Mansor Sharahili؛ زادهٔ ۲۶ مارس ۱۹۹۱) یک ورزشکار اهل عربستان سعودی است.
از باشگاه‌هایی که در آن بازی کرده‌است می‌توان به باشگاه فوتبال الاتحاد، باشگاه فوتبال الوحده عربستان سعودی، و باشگاه فوتبال الوحده عربستان سعودی، اشاره کرد.